# 동화초등학교 (제주)
동화초등학교는 대한민국 제주특별자치도 제주시에 있는 공립 초등학교이다.

## 학교 연혁
- 1998년 1월 15일 : 동화초등학교 설립
- 1998년 3월 2일 : 개교
- 1998년 4월 1일 : 동화초등학교 개교식
- 1999년 2월 19일 : 제1회 졸업식(남19명, 여32명, 계51명)
- 2001년 3월 1일 : 제주도교육청지정 흡연예방교육 시범학교(3년)
- 2001년 10월 30일 :  7교실 및 과학실, 시청각실 증축
- 2003년 2월 18일 : 다목적 강당개관

## 참고 자료
- 동화초등학교 - 한국교육학술정보원 학교알리미